# Roy Hodgson
Roy Hodgson CBE, född 9 augusti 1947 i Croydon i London, är en engelsk fotbollstränare och före detta fotbollsspelare. Tidigare har han bland annat tränat Halmstads BK, Örebro SK, Malmö FF, Inter, Fulham, Liverpool, West Bromwich Albion, Crystal Palace och Watford. Han har också varit förbundskapten för Schweiz, Förenade Arabemiraten, Finland och England. 
Hodgson är, tillsammans med Bob Houghton, känd för att under 1970-talet ha infört zonmarkering i svensk fotboll.

## Biografi
Hodgson är uppväxt i ett arbetarhem i Croydon, modern var bagare och fadern busschaufför. Under sin spelarkarriär spelade Hodgson för Crystal Palace, men det är framförallt för sina insatser som tränare han har blivit känd. Han har haft ett stort inflytande på den svenska fotbollen då han, tillsammans med Bob Houghton, införde vad som brukar kallas den "engelska skolan".

### 1970- till 1990-talet
Hodgson värvades 1976 till Halmstads BK på inrådan av Houghton, som då var tränare i Malmö FF. Halmstad hade säsongen före varit ytterst nära att åka ur allsvenskan och var starkt nederlagstippade. Trots detta ledde Hodgson laget till SM-guld, det första i klubbens historia. Han stannade i klubben under fem säsonger och vann där ytterligare ett SM-guld, 1979, innan han återvände till England och Bristol City.
Hodgson var dock snart tillbaka i Sverige igen. Efter att ha tränat IK Oddevold under hösten 1982 och två år i Örebro SK tog han 1985 över Malmö FF som han ledde till två SM-guld, fem raka ligasegrar (svenskt rekord) och två segrar i Svenska Cupen innan han åter lämnade Sverige, nu för Schweiz och Neuchâtel Xamax. Här tog han klubben till relativa framgångar i Europacuperna innan han valdes till ny förbundskapten för sitt nya tränarland  Schweiz.
Tiden som förbundskapten blev framgångsrik då Hodgson tog landet till dess första VM-slutspel sedan 1966. Schweiz kvalade in till VM 1994 efter att ha kommit tvåa i sin kvalgrupp, bakom blivande VM-finalisten Italien och före bland annat Portugal. I slutspelet åkte man ut i åttondelsfinalen efter förlust mot Spanien. Efter att enkelt ha fört landet också till det stundande EM-slutspelet i England 1996 hoppade han av sitt uppdrag för att ta sig an italienska storklubben Inter som just haft två misslyckade säsonger med en trettonde- och en sjätteplats i ligan.
Med Hodgson vid rodret tog man sig från en bottenplacering till en slutlig sjundeplats för att året därefter sluta som trea i ligan. Trots att man sedan tog sig till final i Uefacupen 1996/97 blev finalförlusten mot Schalke en missräkning för både Hodgson och klubben. Sommaren 1997 tog han över ett storsatsande Blackburn Rovers i Premier League, som slutade på en sjätteplats hans första säsong med klubben. Men säsongen därefter, i november 1998 blev han avskedad, efter två segrar på tretton matcher. Hodgson återvände till Schweiz och Grasshopper Club Zürich men där blev det bara en säsong och han valde själv att lämna klubben i maj 2000.

### 2000– till 2024
Sommaren 2000 blev han tränare för FC Köpenhamn och blev mästare för den danska klubben 2001.
Det blev kontroversiellt när Hodgson bröt sitt kontrakt med FC Köpenhamn och skrev kontrakt med Serie A-klubben Udinese. Men återkomsten till Italien blev en besvikelse och han blev avskedad i december 2001.
Hodgson var sedan förbundskapten för Förenade Arabemiraten från 2002 till 2004. Efter en femteplats i Gulfcupen blev han avskedad den 13 januari 2004.
Hodgson fick därefter arbeta för Uefas tekniska kommitté under EM 2004, och i maj samma år blev det klart att Hodgson skulle återvända till Skandinavien och Viking FK i Norge. Kontraktet med Stavanger-klubben var på två och ett halvt år.
Från januari 2006 till november 2007 var Hodgson förbundskapten för Finland. Finland nådde då sin högsta FIFA-rankning någonsin och slutade endast ett mål ifrån kvalificering till EM 2008, i vad som skulle ha blivit landets första större turnering.
I oktober 2009 tackade han nej till en förfrågan om att bli svensk förbundskapten efter Lars Lagerbäck. Istället fortsatte han att bygga upp Fulham som han tränat sedan december 2007. Säsongen 2010 förde Hodgson klubblaget oväntat, och för första gången i klubbens historia, till final i Europa League, där man dock föll efter förlängning mot Atlético Madrid (1-2). På väg fram till finalen hade Fulham besegrat bland annat Juventus, Hamburger SV och de regerande mästarna Sjachtar Donetsk. Hodgson blev efter detta, sammanräknat med en bra ligaplacering, av det engelska managerförbundets utsedd till Manager of the Season (Årets manager).
Efter säsongens slut i juli 2010 valde Liverpool att ersätta sin sparkade manager Rafael Benitez med Hodgson som köptes ut från kontraktet med Fulham. Efter att endast ha vunnit 13 av 30 matcher med Liverpool fick han den 8 januari 2011 sparken, efter endast sju månader i klubben.
Den 11 februari 2011 skrev Hodgson på ett 1,5-årskontrakt med West Bromwich. Klubben låg då på 17:e plats i Premier League och hade förlorat 13 av sina 18 senaste matcher. En slutlig elfteplats i ligan blev resultatet med Hodgson vid rodret. Under perioden 1 maj 2012 till den 27 juni 2016 var han förbundskapten för det engelska fotbollslandslaget. Hodgson avgick efter att ha förlorat åttondelsfinalen i EM 2016 mot Island med 1-2.
Den 12 september 2017 tog han över jobbet som manager för London-klubben Crystal Palace, där han stannade till säsongens slut i maj 2021, då Hodgson beslutat sig för att gå i pension.
Men den 26 januari 2022 blev han manager för Watford efter att Cladio Ranieri fått sparken, där Hodgson skulle försöka rädda kvar laget i Premier League. Det var ett korttidskontrakt och han lämnade efter säsongens slut.
När tränaren Patrik Vieira fick sparken från Crystal Palace i mars 2023, fick Roy Hodgson ta över klubben en andra gång. Efter drygt ett år, den 19 februari 2024 blev det officiellt att han lämnade Crystal Palace efter en kort sjukhusvistelse. 

## Meriter

### Sportresultat
- Svensk mästare (1976, 1979, 1986, 1988)
- Allsvenskan: (1976, 1979, 1985, 1986, 1987, 1988, 1989)
- Svensk cupvinnare (1986, 1989)
- Dansk mästare (2001)
- Uefacupfinal (1997, 2010)

### Utmärkelser
- Finlands Lejons orden[14]